# Wodny Kościół Aniołów
Wodny Kościół Aniołów (Aquarian Church of the Angels) – afrochrześcijańska wspólnota religijna funkcjonująca na terenie Nigerii założona przez Jimmy'ego A. Oparaji w 1981 roku w nigeryjskim stanie Imo. Według słów założyciela założył go w tym celu, aby zmodernizować kościół swoich przodków. Kościół swój przedstawił jako nową koncepcję religijną zbliżoną do tradycyjnego kultu z dawnych wieków.
Jej doktryna stanowi mieszankę tradycyjnych wierzeń Ibów i chrześcijaństwa. Naczelnym bóstwem jest Stwórca, który ma przebywać w duszy każdego człowieka.